# 노동초등학교
노동초등학교는 대한민국 전라남도 보성군 노동면 거석리에 있는 공립 초등학교이다.

## 학교 연혁
- 1932년 5월 1일 노동공립보통학교 개교
- 1938년 4월 1일 노동공립심상소학교로 개칭
- 1941년 4월 1일 노동공립국민학교로 개칭
- 1991년 3월 1일 광곡분교장 편입
- 1993년 3월 1일 학동분교장 편입
- 1994년 3월 1일 금호분교장 통합
- 1996년 3월 1일 노동초등학교로 개칭
- 1999년 9월 1일 학동분교장 통합
- 2024년 1월 9일 제89회 2명 졸업(2,752명)
- 2024년 3월 1일 제40대 양수열 교장 부임
- 2025년 1월 10일 제90회 4명 졸업(2,756명)

## 참고 자료
- 노동초등학교 - 한국교육학술정보원 학교알리미